# Роберт Віттгефт-Емден
Роберт Віттгефт, з 13 липня 1933 року — Віттгефт-Емден (нім. Robert Witthoeft-Emden; 29 серпня 1886, Марінвердер — 4 грудня 1960, Гамбург) — німецький офіцер, віце-адмірал крігсмаріне.

## Біографія
В 1904 році поступив на службу в кайзерліхмаріне. З 1908 року служив на міноносцях, з жовтня 1910 року — командир міноносця. З 30 травня 1913 року — вахтовий офіцер на легкому крейсері «Емден». 9 листопада 1914 року «Емден» був потоплений і Віттгефт потрапив у полон. В грудні 1919 року повернувся в Німеччину і в січні 1912 року продовжив службу в рейхсмаріне. З 11 листопада 1922 року — 1-й офіцер на крейсері «Аркона», з 1 грудня 1923 року — «Амазоне». З 18 вересня 1924 року — офіцер штабу військово-морського училища в Мюрвіку, потім у Фрідріхсорті. З 24 червня 1929 року — командир легкого крейсера «Кенігсберг», з 11 жовтня 1930 по 31 березня 1932 року — «Емден». З 24 вересня 1932 року — начальник військово-морської бази «Нордзе». З 9 листопада 1933 року — військово-морський аташе в німецькому посольстві у Вашингтоні. 12 грудня 1941 року інтернований, але в травні 1942 року звільнений. З 10 листопада 1942 по 28 листопада 1943 року — адмірал в Чорному морі. З 31 травня 1943 року у відставці.

## Звання
- Морський кадет (6 квітня 1904)
- Фенріх-цур-зее (11 квітня 1905)
- Лейтенант-цур-зее (28 вересня 1907)
- Обер-лейтенант-цур-зее (13 липня 1909)
- Капітан-лейтенант (23 грудня 1919)
- Корветтен-капітан (1 листопада 1923)
- Фрегаттен-капітан (1 квітня 1929)
- Капітан-цур-зее (1 квітня 1931)
- Контр-адмірал (1 квітня 1935)
- Віце-адмірал (1 листопада 1937)

## Нагороди
- Залізний хрест
  - 2-го класу (31 жовтня 1914)
  - 1-го класу (19 лютого 1920)
- Князівський орден дому Гогенцоллернів, почесний хрест 3-го класу з мечами
- Колоніальний знак
- Почесний хрест ветерана війни з мечами (15 листопада 1934)
- Медаль «За вислугу років у Вермахті» 4-го, 3-го, 2-го і 1-го класу (25 років; 2 жовтня 1936) — отримав 4 нагороди одночасно.
- Орден Абдона Кальдерона 1-го класу (Еквадор; 25 грудня 1937)
- Хрест Воєнних заслуг
  - 2-го класу з мечами (20 квітня 1941)
  - 1-го класу з мечами
- Орден Заслуг Іспанського Червоного Хреста, срібна медаль (7 серпня 1941)
- Застібка до Залізного хреста 2-го класу